# Vy d'Etraz

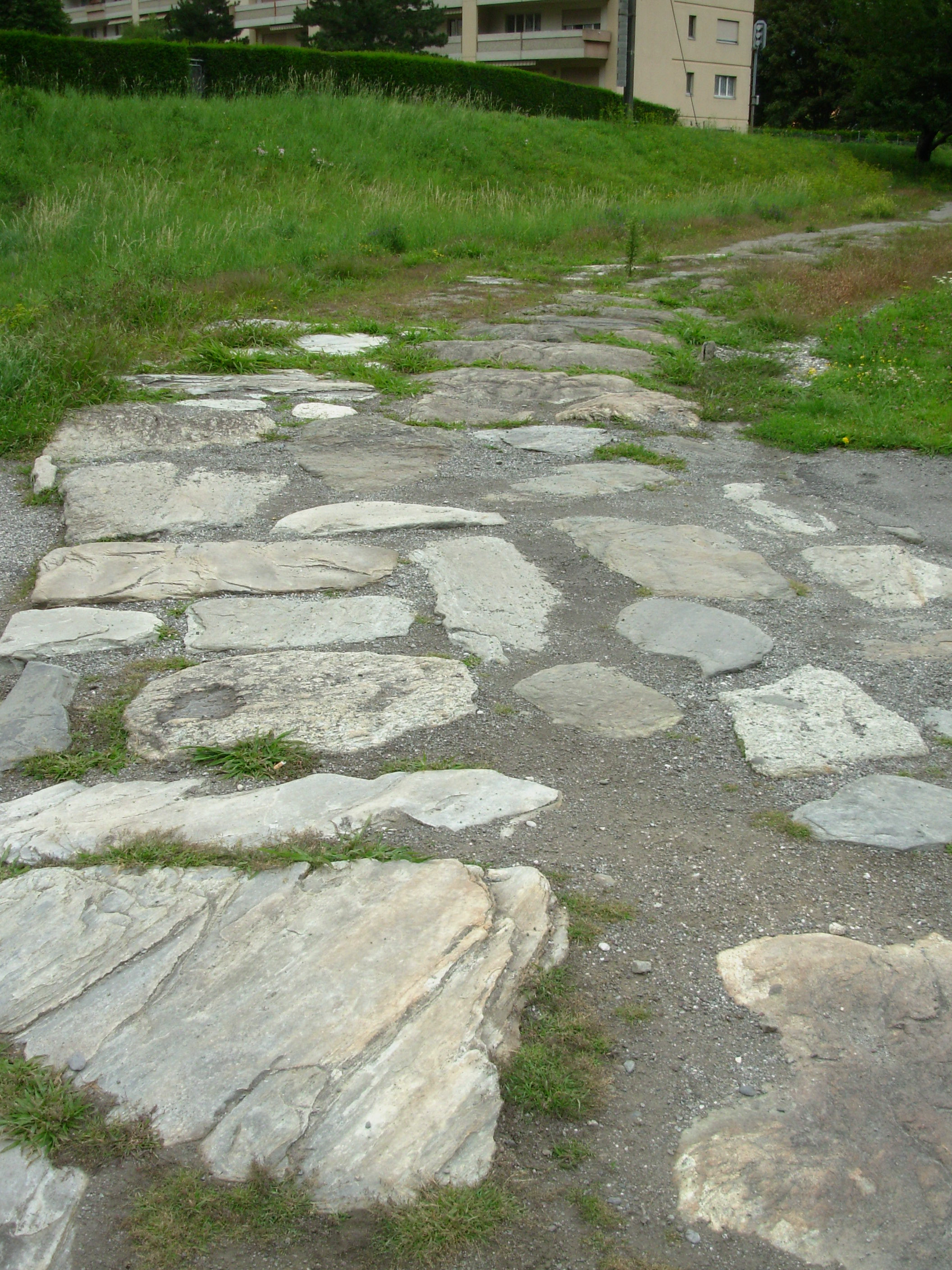
Rue romaine d'origine à Martigny (Suisse)

La Vy d'Etraz est une voie, tracée par les Romains à l’époque gallo-romaine en Suisse, reliant Genève à Augusta Raurica près de Bâle, en passant par Colonia Iulia Equestris (Nyon), Aventicum (Avenches), Vindonissa (Windisch). Des nombreuses routes, surtout dans les District de Nyon et District de Morges, portent à ces jours des variations du nom, qui semble venir du Latin "via strata" ("rue pavée" générique).
À partir d'Yverdon-les-Bains, une variant de cette voie longe le pied du Jura côté nord du Lac de Neuchâtel (mentionné à La Béroche, Bôle, Enges).